# Юрузановка
Юрузановка — деревня Зайковского сельсовета Щучанского района Курганской области.

## География
Расположена у реки Миасс.

## История
До 1917 года входила в состав Чумлякской волости Челябинского уезда Оренбургской губернии. По данным на 1926 год состояла из 81 хозяйства. В административном отношении входила в состав Калмак-Миасского сельсовета Щучанского района Челябинского округа Уральской области.

## Население
| 1989 | 2002 | 2010 |
| ---- | ---- | ---- |
| 87   | ↘50  | ↘18  |

По данным переписи 1926 года в деревне проживало 377 человек (184 мужчины и 193 женщины), в том числе: русские составляли 100 % населения.